# روبرتو پراکن
روبرتو پراکن (انگلیسی: Roberto Peragón؛ زادهٔ ۷ فوریهٔ ۱۹۷۸) بازیکن فوتبال اهل اسپانیا است.
از باشگاه‌هایی که در آن بازی کرده‌است می‌توان به باشگاه فوتبال رایو وایکانو، باشگاه فوتبال ژیرونا، باشگاه فوتبال لوانته، باشگاه خیمناستیک تاراگونا، باشگاه فوتبال الچه، باشگاه فوتبال کادیس، و باشگاه فوتبال مالاگا اشاره کرد.